# Safrankrokus
Safrankrokus (Crocus sativus) er en urt i slægten krokus, der er naturligt udbredt i Middelhavsområdet. Sandsynligvis stammer planten fra Grækenland og Lilleasien (Tyrkiet). De gamle grækere kendte og dyrkede safrankrokus. Også romerne værdsatte safran både som krydderi og som duftspreder. I dag dyrkes safrankrokus især i Iran, Spanien, Grækenland, Tyrkiet og Indien. Selv om safrankrokus traditionelt dyrkes i Middelhavslandene, kan den dyrkes så nordligt som i England.
Støvfangene fra safrankrokus kan benyttes til krydderiet safran, som er verdens dyreste krydderi.

## Beskrivelse
Safrankrokus er en staude, der bliver omkring 10 til 30 cm høj. Den udvikler sig som en underjordisk knold, der producerer blade, højblade, forblade og en blomstrende stilk. Safrankrokus blomstrer generelt om efteråret med lilla blomster. Blomsterne er sterile, har seks kronblade og tre røde eller orange farvede støvfang.

## Genetik
Saffronkrokus er en triploid med 24 kromosomer (2n = 3x = 24), hvilket gør planten seksuelt steril på grund af dens manglende evne til at parre kromosomer under meiose. Dens mest sandsynlige forfader er den vilde art Crocus cartwrightianus. Dog betragtes C. thomassi og C. pallasii stadig som potentielle forfædre. Disse hypoteser er dog ikke blevet verificeret med succes ved kromosom- og genomsammenligninger.

## Domesticering
Det menes, at den domesticerede safrankrokus højst sandsynligt er opstået som et resultat af kunstig selektion fra den vilde C. cartwrightianus i den sydlige del af det græske fastland. Dog mistænkes safrankrokus ofte for en oprindelse i Vest- eller Centralasien, men det understøttes ikke af botanisk forskning.

## Anvendelse
Blomstens støvfang bruges som krydderiet safran, som er det dyreste krydderi i verden. Det bruges også til sundhedsformål, især i traditionel asiatisk medicin. Grundet safrans mange aktive kemiske forbindelser (hovedsageligt alkaloider, anthocyaniner, carotenoider, flavonoider, fenoler, saponiner og terpenoider) forårsager safran blandt andet humørfremmende virkninger (inklusiv hos personer med depression). Afhængigt af størrelsen af de høstede støvfang, kræves der omkring 150.000 individuelle safrankrokusser for at producere 1 kilo safran. Grunden til safrans høje pris er at alle disse støvfang skal håndplukkes. Hver knold producerer kun en eller to blomster, og hver blomst producerer kun tre støvfang. Støvfang bør høstes om formiddagen, når blomsterne er helt åbne. Safrankrokus kan også bruges som prydplante.

## Dyrkning
Da safrankrokus er en steril plante findes den ikke naturligt i naturen og er afhængig af manuel vegetativ formering for at den kan leve videre. Fordi alle dyrkede individer af safrankrokus er kloner, er der minimal genetisk variation mellem de forskellige planter, hvilket gør det svært at finde kultivarer med nye genetiske, potentielt gavnlige egenskaber, og dermed endnu sværere at kombinere dem ved avl. Alligevel produceres nye kultivarer ikke desto mindre på en række måder:
- Klonal udvælgelse. Enhver plante med en ønskelig mutation beholdes og dyrkes videre. Dette er den traditionelle tilgang.
- Mutationsavl. Ved hjælp af mutagenese, hvor man ændrer plantens arvemateriale ved brug af for eksempel kemikalier eller stråling, kan man frembringe et bredt udvalg af mutationer at vælge imellem. Efter man har udvalgt en mutation følges den traditionelle klonale proces.
- Seksuel reproduktion. Det er meget lettere at avle frugtbare planter, men selvom safrankrokus ikke er frugtbar, kan safranpollen krydsbestøves, med nogle af dens vilde, frugtbare slægtninge og danne frø. Dette skaber frugtbare diploide planter, der indeholder genomisk materiale fra C. sativus, hvilket gør det muligt at avle efter nye egenskaber via yderligere krydsbestøvning.[20]

Knolde af safrankrokus skal plantes 10 cm fra hinanden og i et trug 10 cm dybt. Blomsten vokser bedst i områder med fuld sol i veldrænet jord med moderate niveauer af organisk materiale. Knoldene vil formere sig efter hvert år, og hver knold vil leve i 3-5 år.

## Galleri
- Illustration fra bogen: Köhler's Medizinal-Pflanzen (1897)
- Safrankrokus i Catalonien, Spanien
- Krydderiet safran er tørrede støvfang fra safrankrokus
- Safranhøst i Torbat-e Heydarieh, Iran
- Pollen fra safrankrokus